# Altenberg bei Linz
Altenberg bei Linz é um município da Áustria localizado no distrito de Urfahr-Umgebung, no estado de Alta Áustria.